# 艾德·卡拉法特
艾德·卡拉法特（英語：Edward L. Kalafat，1932年10月13日—2019年10月7日），美国NBA联盟的前职业篮球运动员。他在1954年的NBA选秀中第1轮第9顺位被明尼阿波利斯湖人选中。